# Trentepohlia (Trentepohlia) bifascigera
Trentepohlia (Trentepohlia) bifascigera is een tweevleugelige uit de familie steltmuggen (Limoniidae). De soort komt voor in het Palearctisch gebied.